# Plano de marketing
Um plano de marketing é um documento escrito que detalha as ações necessárias para atingir um ou mais objetivos de marketing. Pode ser um planejamento para a marca, para um produto ou serviço, ou para as linhas de produtos. Os planos de marketing podem cobrir entre um e cinco anos. Um bom plano de marketing deve basear-se numa sólida estratégia de marketing, caso contrário este será de pouca utilidade.
Normalmente é composto das seguintes partes:
- Resumo executivo e sumário;
- Situação atual de marketing;
- Análise de oportunidades e questões;
- Objetivos;
- Programas de ação;
- Demonstrativo de resultados projetados;
- Implementação;
- Controles e Realimentação;

O plano de marketing deve ser entendido como um complemento ao plano de negócios e como um instrumento indispensável ao desenvolvimento da empresa.
É uma ferramenta estratégica utilizada para identificar as forças, fraquezas, ameaças e oportunidades que o mercado proporciona à empresa, estimulando a mesma a estabelecer metas, objetivos e procurar conhecer as necessidades e os desejos dos seus clientes/consumidores.
A utilização do plano de marketing torna a empresa menos vulnerável às crises, pois estas podem ser previstas com antecedência. Também é possível superar os concorrentes planejando antecipadamente produtos e serviços mais adequados aos desejos e necessidades dos clientes, o que reduz os problemas da comercialização.
O planejamento de marketing divide-se em duas etapas: a análise de mercado e o plano de marketing. A primeira tem como principal objetivo sistematizar toda a informação necessária para o desenvolvimento dos objetivos. Para se obter uma estratégia correta, é necessário ter um correto conhecimento da realidade da empresa, dos seus produtos, dos seus mercados, da sua concorrência e das tendências de evolução. Dentro desta etapa existem duas fases: o desenvolvimento dos objetivos e a identificação das oportunidades. Na primeira fase são definidas claramente as linhas de produtos, os segmentos de mercado a atingir e as estratégias da concorrência. A conjugação destes fatores cria as condições para identificar as ameaças e as oportunidades, potenciais ou reais, que vão determinar todo o plano de marketing.
Dentro do plano de marketing (2.ª etapa) existem também duas fases: a formulação estratégica de marketing e o desenvolvimento do plano. Na primeira fase constrói-se a estratégia propriamente dita, aproveitando as oportunidades e minimizando as ameaças. Só depois se passa ao terreno operacional, definindo-se o plano de marketing propriamente dito e sua relação com a publicidade e comunicação.

## Etapas para a construção de um plano de marketing
Análise externa, o meio envolvente 
- Análise do meio envolvente: PESTAL (Política, Econômica, Social, Tecnológica, Ambiental e Legal).
- Análise do mercado.
- Análise dos clientes.

 Análise externa, os concorrentes 
- Identificação dos concorrentes.
- Análise dos concorrentes diretos.
- Análise detalhada dos concorrentes mais importantes.
- Análise e medição da posição concorrencial.

 Análise interna 
- Performances quantitativas.
- Motivação interna dos funcionários de um ramo[3]
- Volume de vendas e quotas de mercado (global e por segmento).
- Perfil e caracterização dos clientes comparativamente com os do mercado e dos principais concorrentes.
- Grau de penetração dos produtos da empresa nos principais circuitos de distribuição.
- Análise dos custos e da rentabilidade dos diferentes produtos e ou modelos da gama da empresa.
- Estado e evolução recente da notoriedade e imagem da empresa e/ou marca junto dos atuais clientes, clientes potenciais e nos distribuidores e prescritores.
- Recursos de que a empresa dispõe.

Análise SWOT ou (Fofa em português) da empresa
- Pontos fortes / Pontos fracos.
- Oportunidades / Ameaças.
- Oportunidades para o negócio / Ameaças para o negócio.

 Fixação de objetivos 
- Definição clara dos objetivos.
- Coerência da estratégia relativamente à política global da empresa.
- Envolvimento global.
- Avaliação da performance da estratégia escolhida e clarificação dos critérios de avaliação a observar.

 Posição visada no mercado 
- Líder único;
- Colider;
- Challenger;
- Especialista.

 Opções estratégicas de marketing 
- Escolha de alvos
- Escolha do posicionamento adequado
- Definição de uma política de marca

 Plano de manobra 
Os principais tipos de prioridades que se podem fixar numa estratégia de marketing são os seguintes:
- Escolha de produtos prioritários;
- Escolha de segmentos de mercado prioritários;
- Escolha de alvos prioritários;
- Escolha de fontes de volume prioritárias;
- Ponderação dos meios de ação de marketing.

 Marketing mix baseado numa política de produto 
- Inovação tecnológica;
- Superioridade qualitativa;
- Especialização.

 Marketing mix baseado numa política de preço 
- Preço premium;
- Preço agressivo.

 Marketing mix baseado em uma política de distribuição ou força de vendas 
- Força de vendas mais numerosa ou mais qualificada;
- Presença mais alargada ou mais atrativa no ponto de venda;
- Estratégia push.

 Marketing mix baseado numa política de comunicação 
- Estratégia pull;
- Elevados investimentos em comunicação.

 Plano de ação de marketing 
 Elaboração e formulação do marketing mix 
 Avaliação do plano de ação
- Avaliação qualitativa (adaptação ao mercado e à empresa e coerência com o posicionamento).
- Avaliação quantitativa (vendas, quota de mercado e resultados).
- Formulação de orçamentos previsionais (margem bruta, resultados líquidos, cash flow, retorno do capital investido e pay-back do investimento).
- Método do ponto crítico.

## Desenvolvimento do plano de marketing
1.º Passo: A Estratégia de marketing 
Trata-se de explicar as ações necessárias para concretizar cada uma das orientações estratégicas definidas durante o processo de análise.
 2.º Passo: O Orçamento de marketing 
É preciso conjugar possíveis variações dos diversos dados orçamentais até alcançar o equilíbrio entre o resultado pretendido e o possível para as condições de mercado.
É comum a tendência, por parte da estrutura comercial, para subavaliar as potencialidades do mercado, decorrente do hábito de premiar o excesso de objetivos. Assim, têm a garantia de alcançar os objetivos, podendo mesmo excedê-los.
 3.º Passo: O Plano de ação 
Por último, no plano de marketing tem de se assinar as responsabilidades para cada uma das atividades, bem como planear as suas datas de execução.
Contudo, a planificação não pode ficar por aqui. Após a definição da estratégia do marketing e planificada a sua implementação, há que ter em conta as restantes dimensões da empresa, a tecnologia (verificar se dispõe da tecnologia adequada), os recursos humanos(se estes estão preparados), e os processos (os métodos e processos de trabalho são os mais indicados para a estratégia, a tecnologia e os recursos disponíveis).
Com todos os passos acima descritos temos um plano de marketing.

## A evolução do planejamento de marketing
A evolução do planejamento de marketing está direta e imediatamente relacionada com a evolução do próprio marketing. Os sucessivos passos que o marketing deu, desde o seu aparecimento até aos dias de hoje, dependeram sempre das condições do mercado e da evolução da economia, mas o seu aparecimento formal só ocorreu no momento em que as empresas e outras organizações entenderam que o elemento fundamental da sua oferta é o consumidor e não o produtor ou o distribuidor.
Claro que já anteriormente a empresa age e reage no mercado, havendo, portanto, uma «pré-história do marketing, que é conveniente analisar, para se compreender toda a restante problemática da evolução».
Não se trata, contudo, de «fazer» história pela história, mas de compreendeer todo o processo de evolução, por forma a conseguir antever o futuro do marketing e do seu planeamento.